# Острова Кэмпбелл
Острова Кэ́мпбелл (англ. Campbell Islands) — вулканический архипелаг в Тихом океане, расположенный примерно в 600 км к югу от южной оконечности Южного острова Новой Зеландии.
Эта группа островов считается новозеландскими Внешними островами и является территорией Новой Зеландии, однако она не считается частью какого-либо региона или округа, а находится в непосредственном управлении специального органа — англ. Area Outside Territorial Authority.
Острова Кэмпбелл — Всемирное наследие ЮНЕСКО.

## География
Общая площадь островов — 113,31 км².
- Кэмпбелл (Campbell Island) (52°32,40′ ю. ш. 169°8,70′ в. д.HGЯO) (112,68 км2 (44 кв. миль))
- Дент (Dent Island) (52°31,15′ ю. ш. 169°3,75′ в. д.HGЯO) (0,23 км2 (0,089 кв. миль))
- Жакмар (Jacquemart Island) (52°37′ ю. ш. 169°7,50′ в. д.HGЯO) (0,19 км2 (0,073 кв. миль))
- Джанет Мари (Jeanette Marie) (0,11 км2 (0,042 кв. миль))
- Моновай (Monowai Island) (0,08 км2 (0,031 кв. миль))
- Фолли (Folly Island) (52°32′ ю. ш. 169°03′ в. д.HGЯO) (0,07 км2 (0,027 кв. миль))

## Климат
| Показатель                           | Янв.  | Фев. | Март | Апр.  | Май  | Июнь  | Июль  | Авг.  | Сен.  | Окт. | Нояб. | Дек.  | Год    |
| ------------------------------------ | ----- | ---- | ---- | ----- | ---- | ----- | ----- | ----- | ----- | ---- | ----- | ----- | ------ |
| Абсолютный максимум, °C              | 24,3  | 23,4 | 25,6 | 20    | 17   | 19,2  | 17    | 17    | 18,5  | 16,5 | 23    | 20,6  | 25,6   |
| Средний максимум, °C                 | 11,8  | 11,6 | 10,7 | 9,4   | 7,9  | 7     | 6,6   | 7     | 7,7   | 8,5  | 9,6   | 11,1  | 9      |
| Средняя температура, °C              | 9,6   | 9,5  | 8,9  | 7,8   | 6,4  | 5,5   | 5,1   | 5,6   | 6     | 6,6  | 7,4   | 8,8   | 7,2    |
| Средний минимум, °C                  | 7,7   | 7,6  | 6,9  | 5,8   | 4,2  | 3,5   | 3,1   | 3,6   | 3,9   | 4,5  | 5,3   | 6,8   | 5,2    |
| Абсолютный минимум, °C               | 0,9   | −1,7 | −1   | −3    | −6,3 | −4    | −5    | −5,1  | −4,3  | −5,8 | −3    | −1,5  | −6,3   |
| Норма осадков, мм                    | 134,7 | 90,4 | 81,6 | 149,3 | 123  | 104,5 | 101,9 | 103,2 | 134,1 | 92,8 | 103   | 110,7 | 1329,3 |
| Источник: Архив климатических данных |       |      |      |       |      |       |       |       |       |      |       |       |        |

## Экология
Острова также известны тем, что в результате вмешательства человека им был нанесён сильный экологический ущерб: в конце XVIII — начале XIX века крысы попали на Кэмпбелл, предположительно, с кораблями китобоев. Лишь примерно спустя 200 лет, в 2003 году, усилиями новозеландских учёных крысы были уничтожены. В течение этого срока крысы наносили огромный вред местным видам — буревестникам, пингвинам. Некоторые виды были вынуждены гнездиться лишь на небольших скалах архипелага.
|                          |  |  |
| Пейзажи острова Кэмпбелл |  |  |

## Самое одинокое дерево
Ситхинская ель является единственным деревом на архипелаге. Оно, вероятно, было посажено в 1907 году, однако его высота до сих пор не превышает 10 метров. После гибели акации Тенере в нигерийской пустыне, это дерево можно считать самым одинокостоящим в мире: ближайшие деревья находятся в 222 км на архипелаге Окленд.